# Raymond Pepperell
Raymond Pepperell Jr, znany jako East Bay Ray (ur. 17 listopada 1958 w Oakland, Kalifornia) – gitarzysta punkrockowego zespołu Dead Kennedys. Karierę muzyczną zaczynał w zespole
Cruisin – grającym rockabilly/doo wop, z którym nagrał ich jedynego singla "Vicky's Hickey".
W 1978 wraz z Jello Biafrą utworzył Dead Kennedys. Styl gry East Bay Raya, inspirowany muzyką filmową (partytury Ennio Morricone z filmów szpiegowskich oraz spaghetti western) i rockiem psychodelicznym końca lat 60. (wczesne płyty Pink Floyd) nadał zespołowi charakterystyczne brzmienie, wyróżniające go spośród innych wykonawców punkrockowych.
Wraz z pozostałymi członkami zespołu był również współproducentem nagrań Dead Kennedys. W 1979 roku razem z Jello Biafrą utworzyli firmę Alternative Tentacles, której był współwłaścicielem do połowy lat 80.
Po rozpadzie Dead Kennedys w 1986 roku udzielał się różnych projektach muzycznych: m.in. zagrał na płycie Sidi Mansour Cheika Rimitti – zawierającą algierską muzykę Raï (w projekcie wziął również udział Flea i Robert Fripp). Na początku lat 90. założył zespół Skrapyard grający funk/rock, z którym nagrał album Sex Is Sex.
Pod koniec lat 90. wspólnie z dwoma innymi muzykami Dead Kennedys: Klausem Flouride i D.H. Peligro pozwał do sądu Jello Biafrę. Poszło o tantiemy, prawa do nagrań i prawa do nazwy zespołu. Po długim i skomplikowanym procesie w 2000 zapadł wyrok korzystny dla nich. W 2001 roku reaktywowali Dead Kennedys jednak bez Jello Biafry, którego zastąpili ex-wokalistą grupy Dr. Know Brandonem Cruzem.